# Lava, Celje
Lava je mestna četrt v MO Celje. Lava je bila kot krajevna skupnost ustanovljena na referendumu 5. februarja 1978, ko se je prejšnja večja krajevna skupnost Ostrožno razdelila na dva dela. 1. januarja 1999 se je KS Lava preimenovala v Mestno četrt Lava.
Stanovanjsko naselje je začelo rasti na začetku sedemdesetih let. Bloka v Goriški ulici sta bila poseljena v letu 1974, dve leti kasneje pa je bilo dograjeno vse ostalo - Pucova ulica, stolpnice in bloki, osnovna šola in otroški vrtec.
Vzporedno z vsem tem so se naokrog gradile privatne hiše med leti 1975 in 1977. Do osemdesetih let je Lava dobila današnjo podobo.